# DR 15 und 16
Die DR 15–16 waren von der Deutschen Reichsbahn in Dienst gestellte Dampftriebwagen nach dem System Doble. Die Fahrzeuge waren Versuchstriebwagen. Der Triebwagen Nr. 15 wurde als Beiwagen umgebaut und ist in dieser Form museal erhalten geblieben.

## Geschichte
Die Fahrzeuge entstanden, weil die Deutsche Reichsbahn nach der Internationalen Eisenbahntechnischen Ausstellung Seddin mit der Leistung der Verbrennungstriebwagen nicht zufrieden war und Alternativen für den Antrieb suchte.
So bot sich eine Ausrüstung von zwei Versuchstriebwagen mit Dampfantrieb nach dem System Doble an, das um 1930 bei einigen Lastkraftwagen in den Vereinigten Staaten angewendet wurde. Die Wagenkästen wurden von Wegmann & Co. in Kassel hergestellt.
Die Dampfmaschine stammte beim Nr. 15 aus Originalteilen der Firma Doble. Bei der Nr. 16 wurde eine von Borsig abgeänderte Dampfmaschine verwendet, die geringfügig mehr geleistet haben soll. Nr. 16 hatte einen Wagenkasten, der ebenfalls von Wegmann hergestellt und dem der Nr. 15 angelehnt wurde. Die angegebenen technischen Daten beschreiben die Nr. 15.
Der Triebwagen Nr. 15 war beim Bahnbetriebswerk Pyritz in der Reichsbahndirektion Stettin eingesetzt.
Beide Fahrzeuge waren bei den Betriebsergebnissen den Anforderungen nicht gewachsen. So war der Wechsel von geringer auf höchste Leistung vom Triebwagen nicht zu erbringen, dafür reagierte das Kreislaufsystem zu langsam. Nach dem Eintreffen der vierachsigen DR 51 bis 53 wurden beide Wagen abgestellt und 1939 zu Beiwagen umgebaut. Während Nr. 16 als Kriegsverlust verzeichnet wird, verblieb Nr. 15' bei der Deutschen Reichsbahn in der DDR. Er wurde als VB 140 394, ab 1970 als 190 822-7 bezeichnet und als Rheostatanlagen-Mess- und Prüfwagen in Pasewalk verwendet. Er ist museal erhalten.